# Olga Alexandrowna Spessiwzewa
Olga Alexandrowna Spessiwzewa (russisch О́льга Алекса́ндровна Спеси́вцева, wiss. Transliteration Ol'ga Aleksandrovna Spesivceva, anhörenⓘ; * 6. Julijul. / 18. Juli 1895greg. in Rostow am Don, Russisches Kaiserreich; † 16. September 1991 in Valley Cottage, New York) war eine russische Primaballerina des klassischen Balletts. Sie gehört zu den größten Tänzerinnen ihrer Zeit und schrieb Ballettgeschichte. Im Ausland trat sie meist als Olga Spessiva auf, abgeleitet ist dies von der englischen Schreibung Olga Spessivtseva.

## Leben

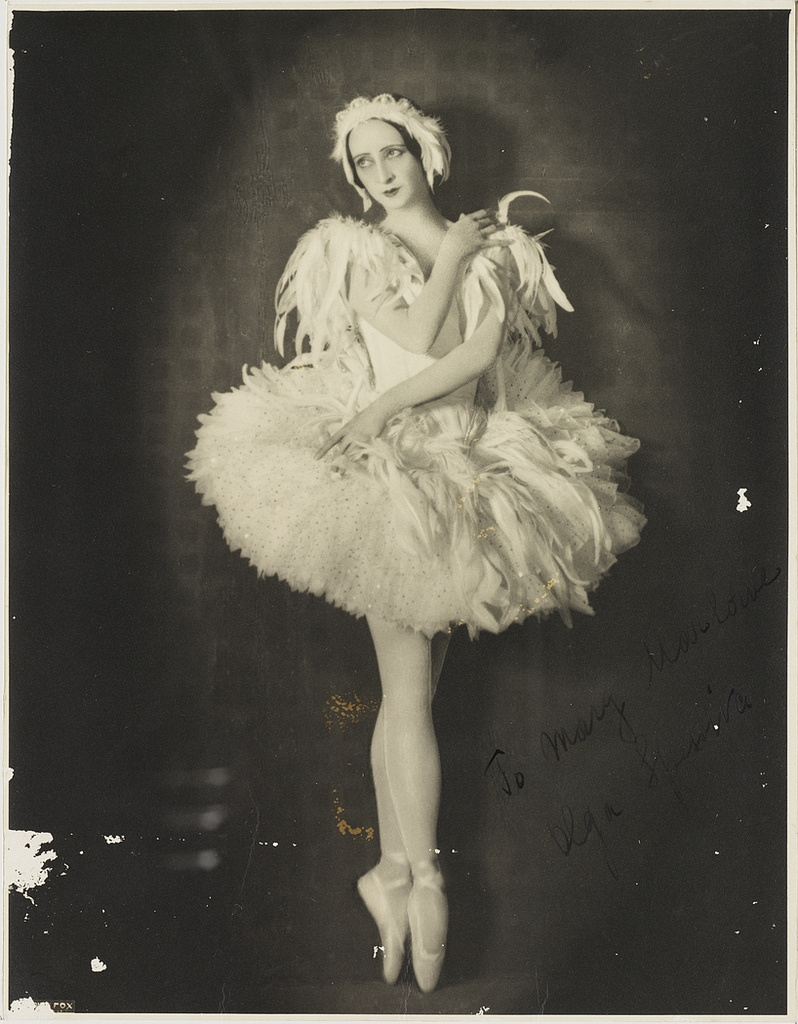
Olga Spessiwzewa als Odette in Schwanensee, 1934

Olga Spessiwzewa wurde am 6. Juli 1895 in Rostow am Don geboren. Ihr Vater war wohlhabend, aber durch die finanziellen Schwierigkeiten nach seinem Tod kam Olga in ein Waisenhaus. Im Alter von zehn Jahren wurde sie Schülerin der Kaiserlichen Ballettschule am Mariinski-Theater in Sankt Petersburg. Nach dem Abschluss ihrer Ausbildung wurde sie 1913 Mitglied der Kompanie des Mariinski-Balletts. Drei Jahre später wurde sie Solistin und 1918 Primaballerina.
Auf der Amerikatournee 1916/1917 von Ballets Russes vertrat Spessiwzewa Tamara Karsawina, obwohl sie die Vorstellungen des Impresarios Sergei Djagilew nicht unterstützte. Am 24. November 1918 gab sie ihr Debüt in der Rolle der Esmeralda. Ihr Biograf schreibt, dass ihre großartige Interpretation eine beginnende, aber nicht glücklich endende Liebesbeziehung, zur Grundlage gehabt habe. Trainiert von Nikolai Legat (1869–1937) debütierte sie am 30. März 1919 in Petrograd als Giselle mit Pierre Wladimirow (1893–1970) als Albrecht. Mit ihrer Interpretation übertraf sie die große Anna Pawlowa (1903) und Karsawina (1909). Ihre Darstellung gilt als „beste Giselle des 20. Jahrhunderts“. Auch Galina Ulanowa, Primaballerina assoluta der Sowjetunion, wurde Spessiwzewa Giselle inspiriert.
Spessiwzewa ging 1924 nach Paris und kehrte nicht mehr in die Sowjetunion zurück. Sie wurde Star des Balletts der Pariser Oper und tanzte 1925 in Nijinskas Rencontres. Nach Problemen mit der Geschäftsleitung ging sie 1927 wieder zu Ballets Russes, wo sie George Balanchines La Chatte tanzte. Nach Rückkehr an die Oper übernahm sie Rollen in Kreaturen des Prometheus (1929) sowie Bacchus und Ariadne (1931) von Serge Lifar. Der Tod Djagilew, für den sie 1929 noch getanzt hatte, erschütterte sie. Spessiwzewa wechselte 1931 an das Teatro Colón in Buenos Aires. Die Rolle der Giselle übernahm sie im folgenden Jahr in London. Mit dem Ballett von Victor Dandré und Alexander Lewitow unternahm sie 1934 eine Tournee durch Australien. Für Michel Fokine stand sie 1935 auf der Bühne der Opéra-Comique in Paris.
Spessiwzewa gab 1939 ihre Abschiedsvorstellung in Buenos Aires. In den Vereinigten Staaten wurde sie Beraterin des neu gegründeten Ballet Theatres (heute American Ballet Theatre, ABT). Nach depressiven Phasen und einem Nervenzusammenbruch kam sie 1943 in eine psychiatrische Klinik. Freunde, unter ihnen ihr Biograph Anton Dolin und Felia Doubrovska, brachten sie 1963 auf  einer Farm in einer russischen Siedlung unter.
Olga Spessiwzewa starb am 16. September 1991 in Valley Cottage. Von ihrer Giselle hieß es: „Sie tanzte nicht für sich selbst, nicht für ein Publikum, sondern für den Tanz selbst.“

## Rezeption
Ihr Leben inspirierte Boris Eifman 1997 zu seiner Choreografie des Balletts Red Giselle.